# 의적 일지매
《"의적 일지매"》는 대한민국에서 제작된 장일호 감독의 1961년 사극 드라마 영화 작품이다. 최은희 등이 주연으로 출연하였고, 신상옥 등이 제작에 참여하였다.

## 출연

### 주연
- 최은희
- 도금봉
- 김석훈 ... 이덕춘 역

### 조연
- 신영균 ... 박인걸 역
- 이예춘
- 허장강
- 김희갑
- 구봉서

## 기타
- 원작자: 허문영
- 조명: 마용천
- 미술: 정우택